# James Stewart (jugador de bàsquet)
James Stewart   (Kingsville, 10 de juliol de 1910 - Windsor, 12 d'agost de 1990) fou un esportista canadenc que practicà l'atletisme, futbol, futbol americà i beisbol, però fou com a jugador de bàsquet on més destacà.
El 1936 guanyà el campionat canadenc de bàsquet amb el Windsor Ford V-8s. Aquell mateix any va prendre part en els Jocs Olímpics de Berlín, on guanyà la medalla de plata en la competició de bàsquet.